# Wilhelm Heidkamp
Wilhelm Heidkamp (20 de enero de 1883 - octubre de 1931) fue un marino alemán que luchó en la Primera Guerra Mundial con el rango de suboficial y el cargo de Pumpenmeister. A bordo del SMS Seydlitz y durante la Batalla del Banco Dogger de 1915, su buque fue alcanzado por el fuego del HMS Lion, quedando deshabilitadas las torretas de popa e iniciándose un incendio de cordita. Para evitar que la santabárbara estallase, lo que hubiese hundido el barco, Heidkamp activó manualmente las válvulas para inundar el compartimento, pese a que se encontraban al rojo vivo. Sufrió graves quemaduras en las manos, y sus pulmones resultaron dañados por la inhalación de gases tóxicos. El destructor de la Segunda Guerra Mundial Z21 portó su nombre en su honor.